# Morti il 15 giugno
| Questa pagina contiene informazioni ricavate automaticamente dalle voci biografiche con l'ausilio del template Bio e di un bot. L'aggiornamento è periodico e automatico e ricostruisce completamente la pagina. Se manca una persona in questa lista, sei pregato di non aggiungerla, ma accertati piuttosto che la sua voce biografica contenga il template Bio e che i dati anagrafici siano correttamente compilati. Se il template Bio manca, inseriscilo tu stesso o, in alternativa, metti l'avviso {{tmp\|Bio}} che ne segnala la mancanza. Se i dati riportati sono sbagliati, correggi direttamente la voce biografica; le modifiche saranno visibili in questa lista entro pochi giorni. Per chiarimenti vedi il progetto biografie. La lista contiene solo le 524 persone che sono citate nell'enciclopedia e per le quali è stato implementato correttamente il template Bio. Pagina aggiornata al 5 ago 2025. |

## II secolo(1)
- 180 - Marone di Napoli, vescovo romano

## IV secolo(1)
- 303 - San Vito, santo romano

## VII secolo(1)
- 686 - Landelino di Lobbes, monaco cristiano e abate franco

## VIII secolo(1)
- 707 - Monmu, imperatore giapponese (n. 683)

## IX secolo(1)
- 869 - Khafāja ibn Sufyān ibn Sawāda

## X secolo(6)
- 923 - Roberto I di Francia, re franco (n. 863)
- 948 - Romano I Lecapeno, imperatore bizantino (n. 870)
- 951 - Cristiano del Serimunt, nobile tedesco
- 970 - Adalberto di Passavia, vescovo tedesco
- 991 - Teofano Scleraina (n. 955)
- 992 - Michele I, religioso e santo russo

## XI secolo(3)
- 1021 - Datto di Bari
- 1073 - Go-Sanjō, imperatore giapponese (n. 1034)
- 1088 - Gebeardo di Salisburgo, arcivescovo cattolico tedesco (n. 1010)

## XII secolo(7)
- 1107 - Dagoberto da Pisa, arcivescovo cattolico italiano
- 1123 - Eustachio I de Grenier, cavaliere medievale fiammingo
- 1184 - Magnus V di Norvegia, re norvegese (n. 1156)
- 1189 - Minamoto no Yoshitsune, militare giapponese (n. 1159)
- 1189 - Saitō Musashibō Benkei, monaco buddhista e militare giapponese (n. 1155)
- 1196 - Umberto III da Terzago, arcivescovo cattolico italiano
- 1197 - Enrico Bratislao III di Boemia, vescovo cattolico boemo (n. 1137)

## XIII secolo(2)
- 1246 - Federico II di Babenberg, nobile austriaco (n. 1211)
- 1258 - Ada d'Olanda, badessa tedesca (n. 1208)

## XIV secolo(8)
- 1310 - Marco Querini, politico e diplomatico italiano
- 1322 - Matteo Orsini, vescovo cattolico italiano
- 1337 - Angelo Clareno, religioso italiano
- 1341 - Andronico III Paleologo, imperatore bizantino (n. 1297)
- 1357 - Jacopo Passavanti, scrittore, architetto e religioso italiano (n. 1302)
- 1361 - Giovanni Taulero, mistico e teologo tedesco
- 1381 - Wat Tyler, rivoluzionario inglese (n. 1341)
- 1383 - Giovanni VI Cantacuzeno, imperatore bizantino (n. 1292)

## XV secolo(7)
- 1406 - Bartolomeo Raimondi, vescovo cattolico italiano
- 1413 - Giovanni Capogallo, vescovo cattolico italiano
- 1416 - Giovanni di Valois, duca francese (n. 1340)
- 1445 - Enrico di Trastámara, principe spagnolo (n. 1400)
- 1467 - Filippo III di Borgogna, nobile (n. 1396)
- 1478 - Mirza Khalil Beg, sultano turkmeno
- 1485 - Filipa Moniz Perestrello, nobile portoghese (n. 1455)

## XVI secolo(15)
- 1506 - Muhammad Jiwa Zainal Adilin I di Kedah, sovrano malese
- 1508 - Bérault Stuart d'Aubigny, nobile e condottiero francese (n. 1452)
- 1516 - Giovanni Antonio Boltraffio, pittore italiano (n. 1467)
- 1516 - Marco Vigerio della Rovere, cardinale e arcivescovo cattolico italiano (n. 1446)
- 1520 - Jacopo Filippo Foresti, monaco cristiano e letterato italiano (n. 1434)
- 1524 - Niccolò Fieschi, cardinale e arcivescovo cattolico italiano (n. 1456)
- 1524 - Markus Röist, ufficiale svizzero (n. 1454)
- 1545 - Elisabetta d'Asburgo, principessa (n. 1526)
- 1556 - Ambrogio Cavalli, teologo italiano
- 1566 - Ortensio Abbaticchio, medico italiano
- 1573 - Antonio Veranzio, cardinale e arcivescovo cattolico italiano (n. 1504)
- 1584 - Bernardo Zanchini, letterato italiano
- 1585 - Giacomo di Savoia-Nemours, duca (n. 1531)
- 1587 - Federico II di Holstein-Gottorp, duca tedesco (n. 1568)
- 1592 - Pirro II Gonzaga, condottiero italiano (n. 1540)

## XVII secolo(16)
- 1601 - Germana Cousin, francese (n. 1579)
- 1606 - Pietro Nolasco Perra, prete italiano (n. 1574)
- 1609 - Yamada Arinobu, militare giapponese (n. 1544)
- 1610 - Carlo III di Borbone, arcivescovo cattolico francese (n. 1554)
- 1613 - Cigoli, pittore, architetto e scultore italiano (n. 1559)
- 1614 - Henry Howard, I conte di Northampton, nobile britannico (n. 1540)
- 1638 - Apolinario de Almeida, arcivescovo cattolico e missionario portoghese (n. 1587)
- 1642 - Pietro Maria Borghese, cardinale italiano (n. 1599)
- 1662 - Leopoldo Federico di Württemberg-Mömpelgard, duca tedesco (n. 1624)
- 1664 - Bonifazio Graziani, compositore italiano
- 1665 - Lazzaro Carafino, vescovo cattolico italiano (n. 1590)
- 1670 - Camillo Domenico Rospigliosi, nobile e mecenate italiano (n. 1601)
- 1679 - Guillaume Courtois, pittore e incisore francese (n. 1628)
- 1679 - Pierre Lambert de la Motte, missionario e vescovo cattolico francese (n. 1624)
- 1682 - Francesco Buti, poeta e librettista italiano (n. 1604)
- 1685 - Ottone Enrico del Carretto, nobile e generale italiano (n. 1639)

## XVIII secolo(21)
- 1702 - Georg Eberhard Rumphius, biologo e botanico tedesco (n. 1627)
- 1704 - Anna Eriksdotter, svedese (n. 1624)
- 1706 - Ferdinand Bonaventura I von Harrach, nobile, diplomatico e politico austriaco (n. 1637)
- 1707 - Giorgio Baglivi, anatomista italiano (n. 1668)
- 1717 - Fabrizio Spada, cardinale italiano (n. 1643)
- 1718 - Giovanni XVI di Alessandria, vescovo cristiano orientale egiziano
- 1734 - Giovanni Ceva, matematico italiano (n. 1647)
- 1740 - Joseph Jenckes, politico statunitense (n. 1656)
- 1746 - Lorenzo Guadagnini, liutaio italiano (n. 1685)
- 1750 - Madame de Staal-Delaunay, scrittrice francese (n. 1684)
- 1752 - Michael Gottlieb Agnethler, botanico e numismatico tedesco (n. 1719)
- 1754 - Francesco Oradini, scultore e architetto italiano (n. 1698)
- 1760 - Sigismondo Tudisi, vescovo cattolico dalmata (n. 1692)
- 1763 - Joseph Maria von Thun und Hohenstein, vescovo cattolico austriaco (n. 1713)
- 1770 - Suzuki Harunobu, artista giapponese
- 1772 - Louis-Claude Daquin, compositore francese (n. 1694)
- 1783 - Ludvig Harboe, teologo e vescovo luterano danese (n. 1709)
- 1785 - Jean-François Pilâtre de Rozier, aviatore e chimico francese (n. 1754)
- 1797 - Jean-Baptiste Blanchard, religioso e pedagogo francese (n. 1731)
- 1797 - Christen Friis Rottbøll, medico e botanico danese (n. 1727)
- 1799 - Paolo Porporato di Sampeyre, nobile italiano (n. 1727)

## XIX secolo(59)
- 1801 - Johann Sigismund Friedrich von Khevenhüller-Metsch, nobile e diplomatico austriaco (n. 1732)
- 1802 - Jean-François Joseph Debelle, generale francese (n. 1767)
- 1802 - Giovanni Vincenzo Monforte, arcivescovo cattolico italiano (n. 1733)
- 1807 - Charles Bernardy, ballerino e coreografo belga (n. 1724)
- 1811 - Giuseppe Angelini, scultore italiano (n. 1735)
- 1812 - Anton Stadler, clarinettista austriaco (n. 1753)
- 1814 - Charles Palissot de Montenoy, drammaturgo e editore francese (n. 1730)
- 1815 - Il'ja Andreevič Bezborodko, politico e generale russo (n. 1756)
- 1820 - Adam Weisweiler, ebanista francese (n. 1746)
- 1822 - Horatio Walpole, II conte di Orford, nobile e politico inglese (n. 1752)
- 1825 - Ivan Ivanovič Barjatinskij, diplomatico russo (n. 1767)
- 1829 - Francis Buchanan-Hamilton, geografo, zoologo e botanico britannico (n. 1762)
- 1829 - Therese Huber, scrittrice tedesca (n. 1764)
- 1831 - Francesco Saverio Gualtieri, vescovo cattolico italiano (n. 1740)
- 1832 - René Richard Louis Castel, poeta, naturalista e politico francese (n. 1750)
- 1833 - Domenico Ferrari, patriota italiano (n. 1808)
- 1835 - Bonawentura Niemojowski, avvocato, scrittore e politico polacco (n. 1787)
- 1835 - James Stopford, III conte di Courtown, politico irlandese (n. 1765)
- 1838 - Estanislao López, militare e politico argentino (n. 1786)
- 1843 - Carlo Alberto III di Hohenlohe-Waldenburg-Schillingsfürst, principe austriaco (n. 1776)
- 1844 - Thomas Campbell, poeta e drammaturgo scozzese (n. 1777)
- 1845 - Francesco Capaccini, cardinale italiano (n. 1784)
- 1846 - Ėsper Aleksandrovič Belosel'skij-Belozerskij, generale russo (n. 1802)
- 1849 - James Knox Polk, politico statunitense (n. 1795)
- 1850 - Michele Benso di Cavour, nobile, politico e militare italiano (n. 1781)
- 1851 - Lorenzo Peretti, pittore italiano (n. 1774)
- 1852 - Friedrich Groos, filosofo e psichiatra tedesco (n. 1768)
- 1854 - Raffaele Fornari, cardinale e arcivescovo cattolico italiano (n. 1787)
- 1858 - François Jacques de Larderel, ingegnere, imprenditore e nobile francese (n. 1790)
- 1858 - Ary Scheffer, pittore olandese (n. 1795)
- 1861 - Agostino Fapanni, agronomo e storico italiano (n. 1778)
- 1863 - Johannes Baptista van Acker, pittore belga (n. 1794)
- 1864 - Archibald Acheson, III conte di Gosford, nobile e politico irlandese (n. 1806)
- 1869 - Ferdinando Bartolommei, politico italiano (n. 1821)
- 1869 - Albert Grisar, compositore belga (n. 1808)
- 1869 - Josef Schlotthauer, pittore tedesco (n. 1789)
- 1870 - Narciso Pascual Colomer, architetto spagnolo (n. 1808)
- 1870 - Baldassarre Galli della Mantica, ammiraglio italiano (n. 1815)
- 1870 - Vincenzo Morani, pittore italiano (n. 1809)
- 1870 - Władysław Hieronim Sanguszko, politico polacco (n. 1803)
- 1872 - Adam Józef Potocki, nobile e politico polacco (n. 1822)
- 1876 - Hüseyin Avni Pascià, generale e politico ottomano (n. 1819)
- 1876 - Louis Stromeyer, chirurgo tedesco (n. 1804)
- 1882 - Ernest Courtot de Cissey, politico e generale francese (n. 1810)
- 1882 - William Dennison, politico statunitense (n. 1815)
- 1882 - Giorgio Giuseppe Raimondi, patriota e nobile italiano (n. 1801)
- 1885 - Federico Carlo di Prussia, generale prussiano (n. 1828)
- 1886 - Enrichetta del Liechtenstein, principessa austriaca (n. 1806)
- 1886 - Luigi Maria Palazzolo, presbitero italiano (n. 1827)
- 1888 - Eugenio Cecconi, arcivescovo cattolico e poeta italiano (n. 1834)
- 1888 - Federico III di Germania, sovrano tedesco (n. 1831)
- 1889 - Mihai Eminescu, poeta, filologo e scrittore rumeno (n. 1850)
- 1892 - Scipione Salviati, nobile e politico italiano (n. 1823)
- 1893 - Ferenc Erkel, compositore, pianista e direttore d'orchestra ungherese (n. 1810)
- 1894 - Valentine Ball, geologo e ornitologo irlandese (n. 1843)
- 1897 - Henry Box Brown, attivista e illusionista statunitense (n. 1815)
- 1897 - Antonio Picco, patriota, pittore e scrittore italiano (n. 1828)
- 1898 - Karel Hlaváček, poeta e pittore ceco (n. 1874)
- 1899 - Oreste Vaccà, militare italiano (n. 1878)

## XX secolo(257)
- 1903 - Vincenzo Cerri, scultore italiano (n. 1833)
- 1904 - Giustiniano Nicolucci, antropologo, etnologo e archeologo italiano (n. 1819)
- 1905 - Carl Wernicke, psichiatra e neurologo tedesco (n. 1848)
- 1905 - Hermann Wissmann, esploratore tedesco (n. 1853)
- 1908 - Bizan Kawakami, scrittore e poeta giapponese (n. 1869)
- 1908 - Giuseppe Ricciardi, vescovo cattolico italiano (n. 1839)
- 1909 - John Emile Clavering Hankin, drammaturgo e saggista inglese (n. 1869)
- 1909 - Fredrik Johan Wiik, geologo e mineralogista finlandese (n. 1839)
- 1911 - Léon Richer, giornalista e filosofo francese (n. 1824)
- 1912 - Anatole Leroy-Beaulieu, storico e saggista francese (n. 1842)
- 1913 - Guglielmo Berchet, patriota, politico e storico italiano (n. 1833)
- 1913 - William Compton, V marchese di Northampton, politico inglese (n. 1851)
- 1914 - Lodewijk Thomson, militare e politico olandese (n. 1869)
- 1915 - Eugène Jansson, pittore svedese (n. 1862)
- 1915 - Louis Philip Adélard Langevin, arcivescovo cattolico canadese (n. 1855)
- 1915 - Konstantin Konstantinovič Romanov, nobile russo (n. 1858)
- 1915 - Charles Simon, dirigente sportivo francese (n. 1882)
- 1916 - Gustav Maršal Petrovský, scrittore e giornalista slovacco (n. 1862)
- 1917 - Kristian Birkeland, fisico norvegese (n. 1867)
- 1917 - Luigi De Puppi, politico italiano (n. 1843)
- 1917 - Felix Hecht, militare austriaco (n. 1894)
- 1917 - Friedrich Robert Helmert, geodeta tedesco (n. 1843)
- 1918 - Annibale Caretta, militare italiano (n. 1877)
- 1918 - Luigi Coralli, militare italiano (n. 1880)
- 1918 - Edgardo Cortese, militare italiano (n. 1897)
- 1918 - Antonio Gorini, militare e calciatore italiano (n. 1896)
- 1918 - Carlo Guadagni, militare italiano (n. 1878)
- 1918 - Giovanni Lipella, militare italiano (n. 1899)
- 1918 - Enzo Petraccone, scrittore e giornalista italiano (n. 1890)
- 1918 - Pantaleone Rapino, militare italiano (n. 1889)
- 1918 - Ottorino Tombolan Fava, militare italiano (n. 1895)
- 1919 - Francesco Giuseppe di Braganza, principe e ufficiale portoghese (n. 1879)
- 1919 - Francesco Gnecchi, pittore e numismatico italiano (n. 1847)
- 1920 - Henry Renny-Tailyour, militare, rugbista a 15 e atleta scozzese (n. 1849)
- 1921 - William Warde Fowler, storico e ornitologo britannico (n. 1847)
- 1922 - Egidio Conti, glottologo italiano (n. 1858)
- 1922 - Tomaso Da Rin, pittore italiano (n. 1838)
- 1922 - Mihail Séspel', poeta e scrittore russo (n. 1899)
- 1923 - Bruto Amante, scrittore italiano (n. 1852)
- 1924 - Eugenio Donadoni, critico letterario italiano (n. 1870)
- 1924 - Gustave Geley, medico e parapsicologo francese (n. 1868)
- 1924 - Luigi Scorrano, pittore italiano (n. 1849)
- 1925 - Eugenio Oliveri, politico italiano (n. 1842)
- 1925 - Emanuel L. Philipp, politico e imprenditore statunitense (n. 1861)
- 1925 - Richard Teichmann, scacchista tedesco (n. 1868)
- 1927 - Ottavio Bottecchia, ciclista su strada italiano (n. 1894)
- 1927 - Léonce de Grandmaison, teologo e presbitero francese (n. 1868)
- 1929 - Charles F. Brush, ingegnere, inventore e imprenditore statunitense (n. 1849)
- 1929 - Ray Keech, pilota automobilistico statunitense (n. 1900)
- 1929 - Traian Lalescu, matematico romeno (n. 1882)
- 1930 - Paul Kraske, chirurgo tedesco (n. 1851)
- 1930 - Giovanni Viafora, fotografo italiano (n. 1870)
- 1931 - Albertina Berkenbrock, brasiliana (n. 1919)
- 1931 - Herbert J. Davenport, economista statunitense (n. 1861)
- 1932 - Erwin Voit, medico e fisiologo tedesco (n. 1852)
- 1934 - Alfred Bruneau, compositore francese (n. 1857)
- 1934 - Bronisław Pieracki, politico e militare polacco (n. 1895)
- 1935 - Yūzō Fujikawa, scultore giapponese (n. 1883)
- 1936 - James Melville Babington, generale britannico (n. 1854)
- 1936 - José Camilo Crotto, politico e avvocato argentino (n. 1863)
- 1937 - Rupert Fankhauser, alpinista, operaio e sportivo austriaco (n. 1909)
- 1937 - Adolf Göttner, alpinista e naturalista tedesco (n. 1914)
- 1937 - Günther Hepp, alpinista e medico tedesco (n. 1909)
- 1937 - Martin Pfeffer, alpinista e architetto tedesco (n. 1908)
- 1937 - Karl Wien, alpinista e geografo tedesco (n. 1906)
- 1938 - Ernst Ludwig Kirchner, pittore e scultore tedesco (n. 1880)
- 1939 - Edward Chaytor, generale neozelandese (n. 1868)
- 1940 - Giovanni Bonanno, militare e aviatore italiano (n. 1913)
- 1940 - Charles H. France, regista, sceneggiatore e attore statunitense (n. 1870)
- 1940 - Jacques Mairesse, calciatore francese (n. 1905)
- 1940 - Ernst Weiss, scrittore austriaco (n. 1882)
- 1941 - Charles de La Roncière, storico, scrittore e bibliotecario francese (n. 1870)
- 1941 - Christian Coudray, militare e aviatore francese (n. 1908)
- 1941 - Jarvis Hunt, golfista e architetto statunitense (n. 1863)
- 1941 - Evelyn Underhill, scrittrice inglese (n. 1875)
- 1942 - Giuseppe Bignami, militare e marinaio italiano (n. 1917)
- 1942 - Mario D'Agostini, ufficiale e aviatore italiano (n. 1914)
- 1942 - Stanislao Esposito, militare italiano (n. 1898)
- 1942 - Vera Nikolaevna Figner, rivoluzionaria russa (n. 1852)
- 1942 - Huberht Hudson, esploratore, marinaio e militare britannico (n. 1886)
- 1942 - Lelio Silva, militare e aviatore italiano (n. 1915)
- 1942 - Raimondo Targetti, imprenditore e politico italiano (n. 1869)
- 1942 - Achille Zezon, aviatore e ufficiale italiano (n. 1918)
- 1943 - Vilém Goppold von Lobsdorf, schermidore boemo (n. 1869)
- 1943 - Ugo Rellini, etnologo e paleontologo italiano (n. 1870)
- 1943 - Əzim Əzimzadə, pittore azero (n. 1880)
- 1944 - Libero Lossanti, militare e partigiano italiano (n. 1919)
- 1944 - Sante Tani, militare e partigiano italiano (n. 1904)
- 1945 - Carl Gustaf Ekman, politico svedese (n. 1872)
- 1945 - Angelo Ferrari, attore italiano (n. 1897)
- 1945 - Albert von Mensdorff-Pouilly-Dietrichstein, diplomatico austriaco (n. 1861)
- 1946 - Michelangelo Guidi, islamista e arabista italiano (n. 1886)
- 1946 - Arvid Mörne, poeta, scrittore e drammaturgo finlandese (n. 1876)
- 1946 - Adolfo de Bertolini, avvocato e politico italiano (n. 1871)
- 1947 - Angelo Serio, fantino italiano (n. 1891)
- 1949 - Antonio Ballesteros Beretta, storico spagnolo (n. 1880)
- 1949 - Gerhard von Kanitz, politico prussiano (n. 1885)
- 1949 - Şehzade Mehmed Burhaneddin, principe ottomano (n. 1885)
- 1949 - Camillo Romano Avezzana, diplomatico e politico italiano (n. 1867)
- 1951 - Giulio Donadio, attore e regista italiano (n. 1889)
- 1951 - Tīlemachos Karakalos, schermidore greco (n. 1866)
- 1951 - Konstantin Valentini, militare austro-ungarico (n. 1876)
- 1952 - Vladimir Aleksandrovič Al'bickij, astronomo russo (n. 1891)
- 1952 - Albert Eugene Gallatin, pittore statunitense (n. 1882)
- 1952 - Jakob Jud, linguista e filologo svizzero (n. 1882)
- 1952 - Krystyna Skarbek, agente segreta polacca (n. 1908)
- 1953 - Enrico Falck, imprenditore, politico e antifascista italiano (n. 1899)
- 1953 - Florindo Longagnani, arbitro di calcio italiano (n. 1911)
- 1954 - Claudio Faina, imprenditore e politico italiano (n. 1875)
- 1956 - Ernst Leitz II, imprenditore e ottico tedesco (n. 1871)
- 1956 - Enrico Molinari, baritono italiano (n. 1882)
- 1957 - Silvio Frigerio, calciatore italiano (n. 1890)
- 1957 - Norina Matchabelli, attrice italiana (n. 1880)
- 1958 - Bert Coleman, calciatore inglese (n. 1889)
- 1959 - Kazimierz Bein, scrittore, medico e esperantista polacco (n. 1872)
- 1960 - Edward Cronjager, direttore della fotografia statunitense (n. 1904)
- 1961 - Giulio Cabianca, pilota automobilistico italiano (n. 1923)
- 1961 - Eduardo Torroja, ingegnere spagnolo (n. 1899)
- 1962 - Eugeniusz Baziak, arcivescovo cattolico polacco (n. 1890)
- 1962 - Alfred Cortot, pianista e direttore d'orchestra francese (n. 1877)
- 1962 - Volrado di Schaumburg-Lippe, principe tedesco (n. 1887)
- 1962 - Dino Penazzato, politico e sindacalista italiano (n. 1913)
- 1962 - Umberto Sannicolò, politico italiano (n. 1902)
- 1963 - Antonio Arrillaga, calciatore spagnolo (n. 1900)
- 1963 - Willi Fricke, calciatore tedesco (n. 1913)
- 1963 - Camilla Lucerna, insegnante, filologa e traduttrice austriaca (n. 1868)
- 1964 - Sky Carron, bobbista statunitense (n. 1921)
- 1964 - Franz Wolfgang Demont, missionario e vescovo cattolico tedesco (n. 1880)
- 1965 - Steve Cochran, attore statunitense (n. 1917)
- 1965 - Maurice Monney-Bouton, canottiere francese (n. 1892)
- 1965 - Arnaldo Nebbia, calciatore italiano (n. 1906)
- 1965 - Willi Rickmer Rickmers, esploratore, naturalista e alpinista tedesco (n. 1873)
- 1965 - Ephraim Avigdor Speiser, assiriologo statunitense (n. 1902)
- 1966 - Robert G. Fowler, aviatore statunitense (n. 1884)
- 1966 - Richard Sanford, siepista statunitense (n. 1877)
- 1967 - Romolo Maggi, fantino italiano (n. 1906)
- 1968 - Sam Crawford, giocatore di baseball statunitense (n. 1880)
- 1968 - Wes Montgomery, chitarrista e compositore statunitense (n. 1923)
- 1968 - Bice Neppi, farmacologa italiana (n. 1880)
- 1968 - Leo Nielsen, ciclista su strada danese (n. 1909)
- 1968 - Mariano Tansini, calciatore, allenatore di calcio e dirigente sportivo italiano (n. 1903)
- 1969 - Emilio Grazioli, militare e prefetto italiano (n. 1899)
- 1969 - Arturo Michelini, politico e giornalista italiano (n. 1909)
- 1969 - Alfredo Petrucci, storico dell'arte italiano (n. 1888)
- 1969 - Otto Rohwedder, allenatore di calcio e calciatore tedesco (n. 1909)
- 1970 - John Noble Kennedy, generale scozzese (n. 1893)
- 1970 - Robert Morrison MacIver, sociologo scozzese (n. 1882)
- 1970 - Francesco Plodari, imprenditore e ciclista su strada italiano (n. 1887)
- 1970 - Henri Queuille, politico francese (n. 1884)
- 1971 - Tonny van Leeuwen, calciatore olandese (n. 1943)
- 1971 - Hillel Oppenheimer, botanico e agronomo israeliano (n. 1899)
- 1971 - Wendell Meredith Stanley, biochimico statunitense (n. 1904)
- 1971 - Tom Thould, pallanuotista britannico (n. 1886)
- 1972 - Luís Alonso Pérez, allenatore di calcio brasiliano (n. 1922)
- 1973 - Leo Lorenzi, pilota motociclistico italiano (n. 1907)
- 1973 - Giovanni Pettine, regista e produttore cinematografico italiano (n. 1883)
- 1973 - István Tőrös, calciatore ungherese (n. 1908)
- 1974 - Giuseppe Faravelli, avvocato, giornalista e politico italiano (n. 1896)
- 1974 - Carlo Fortunato Rosti, pittore e avvocato italiano (n. 1885)
- 1974 - Adolf Sinzinger, generale austriaco (n. 1891)
- 1975 - William Austin, attore britannico (n. 1884)
- 1976 - Harald Friis, ingegnere danese (n. 1893)
- 1976 - Pier Ugo Gragnani, attore italiano (n. 1898)
- 1976 - Armando Migliari, attore italiano (n. 1887)
- 1976 - Heinrich Moos, schermidore tedesco (n. 1895)
- 1976 - Walter Morselli, pittore italiano (n. 1912)
- 1977 - Igal Volodarsky, cestista e allenatore di pallacanestro israeliano (n. 1936)
- 1978 - Michele Santacroce, calciatore italiano (n. 1921)
- 1979 - Juan Arremón, calciatore uruguaiano (n. 1899)
- 1979 - Laurie Bird, attrice statunitense (n. 1952)
- 1979 - Guglielmo Borgo, calciatore e allenatore di calcio italiano (n. 1906)
- 1979 - Giovanni De Prà, calciatore italiano (n. 1900)
- 1979 - Werner Kaegi, storico svizzero (n. 1901)
- 1979 - Teruo Nakamura, militare giapponese (n. 1919)
- 1980 - Umberto Lilloni, pittore italiano (n. 1898)
- 1980 - Sergio Pignedoli, cardinale e arcivescovo cattolico italiano (n. 1910)
- 1981 - Robert Sidney Cahn, chimico britannico (n. 1899)
- 1982 - Guglielmo Decaroli, calciatore italiano (n. 1903)
- 1982 - Helen Grund, giornalista tedesca (n. 1886)
- 1982 - Art Pepper, sassofonista e clarinettista statunitense (n. 1925)
- 1982 - Umberto Prous, pianista e compositore italiano (n. 1923)
- 1983 - Mario Casariego y Acevedo, cardinale e arcivescovo cattolico spagnolo (n. 1909)
- 1984 - Francesco Chiaramonte, aviatore italiano (n. 1906)
- 1984 - Ned Glass, attore statunitense (n. 1906)
- 1984 - Héctor Hernández García, allenatore di calcio e calciatore messicano (n. 1935)
- 1984 - Gino Ottier, calciatore italiano (n. 1902)
- 1984 - Betsy Snite, sciatrice alpina statunitense (n. 1938)
- 1984 - Meredith Willson, compositore, librettista e direttore d'orchestra statunitense (n. 1902)
- 1985 - Georges Bonello, calciatore francese (n. 1898)
- 1985 - Yūichi Inoue, pittore giapponese (n. 1916)
- 1985 - Andy Stanfield, velocista statunitense (n. 1927)
- 1987 - Angelo Lotti, politico italiano (n. 1930)
- 1988 - Adelfo Magallanes, calciatore e allenatore di calcio peruviano (n. 1913)
- 1988 - José Meza, calciatore costaricano (n. 1920)
- 1988 - Clemente Vismara, presbitero e missionario italiano (n. 1897)
- 1989 - Roberto Camardiel, attore spagnolo (n. 1917)
- 1989 - Victor French, attore statunitense (n. 1934)
- 1989 - Judy Johnson, giocatore di baseball statunitense (n. 1899)
- 1989 - Ray McAnally, attore irlandese (n. 1926)
- 1989 - Luigi Ricceri, presbitero italiano (n. 1901)
- 1989 - Julia Wipplinger, tennista sudafricana (n. 1923)
- 1990 - Nobuo Arai, nuotatore giapponese (n. 1909)
- 1990 - Carlo Prosperi, compositore italiano (n. 1921)
- 1990 - Leonard Sachs, attore sudafricano (n. 1909)
- 1991 - Happy Chandler, politico e dirigente sportivo statunitense (n. 1898)
- 1991 - Chris Fuhrman, scrittore statunitense (n. 1960)
- 1991 - W. Arthur Lewis, economista e docente santaluciano (n. 1915)
- 1991 - Tonino Micheluzzi, attore e drammaturgo italiano (n. 1923)
- 1991 - Sesto Prete, filologo e paleografo italiano (n. 1919)
- 1991 - Pietro Rossano, vescovo cattolico e teologo italiano (n. 1923)
- 1991 - Les Selvage, cestista statunitense (n. 1943)
- 1991 - Yehoshua Shneur Zalman Serebryanski, rabbino, mistico e educatore bielorusso (n. 1904)
- 1991 - Giovanni Sodano, politico italiano (n. 1901)
- 1992 - Jean Aerts, ciclista su strada e pistard belga (n. 1907)
- 1992 - Lev Nikolaevič Gumilëv, storico, etnologo e antropologo sovietico (n. 1912)
- 1992 - Leo Halle, calciatore olandese (n. 1906)
- 1992 - Kinji Imanishi, antropologo giapponese (n. 1902)
- 1992 - Çingiz Mustafayev, giornalista azero (n. 1960)
- 1992 - Roque Olsen, calciatore e allenatore di calcio argentino (n. 1925)
- 1992 - Jörg Schuldhess, pittore, disegnatore e scrittore svizzero (n. 1941)
- 1992 - Brett Whiteley, pittore, scultore e disegnatore australiano (n. 1939)
- 1993 - Marjorie Clark, altista, ostacolista e velocista sudafricana (n. 1909)
- 1993 - John Connally, politico statunitense (n. 1917)
- 1993 - Giovanni De Giorgi, militare italiano (n. 1970)
- 1993 - James Hunt, pilota automobilistico britannico (n. 1947)
- 1993 - Ada Rossi, partigiana, antifascista e insegnante italiana (n. 1899)
- 1993 - Béla Sárosi, calciatore e allenatore di calcio ungherese (n. 1919)
- 1993 - Petey Scalzo, pugile statunitense (n. 1917)
- 1994 - Clara Colosimo, attrice italiana (n. 1922)
- 1994 - Antonio Fischetti, politico italiano (n. 1938)
- 1994 - Guglielmo Giaquinta, vescovo cattolico e teologo italiano (n. 1914)
- 1994 - William Goodsir-Cullen, hockeista su prato indiano (n. 1907)
- 1994 - Manos Hadjidakis, compositore, pianista e direttore d'orchestra greco (n. 1925)
- 1994 - Rich Johnson, cestista statunitense (n. 1946)
- 1994 - Remo Scappini, politico e antifascista italiano (n. 1908)
- 1994 - Orfeo Tamburi, pittore italiano (n. 1910)
- 1995 - John Vincent Atanasoff, fisico e inventore statunitense (n. 1903)
- 1995 - Charles Bennett, sceneggiatore, regista e attore britannico (n. 1899)
- 1995 - Preben Lerdorff Rye, attore danese (n. 1917)
- 1996 - Allenby Chilton, allenatore di calcio e calciatore inglese (n. 1918)
- 1996 - Ella Fitzgerald, cantante statunitense (n. 1917)
- 1996 - Jean Gimpel, storico francese (n. 1918)
- 1996 - Robert Lamoot, calciatore belga (n. 1911)
- 1996 - Dick Murdoch, wrestler statunitense (n. 1946)
- 1996 - Raymond Salles, canottiere francese (n. 1920)
- 1997 - Edmond Leburton, politico belga (n. 1915)
- 1997 - Elbert Scott McCuskey, aviatore statunitense (n. 1915)
- 1997 - Attilio Redolfi, ciclista su strada italiano (n. 1923)
- 1997 - Yun Yat, politica e rivoluzionaria cambogiana (n. 1934)
- 1998 - Robert Berton, storico italiano (n. 1909)
- 1998 - Keith Newton, calciatore inglese (n. 1941)
- 1998 - Thierry Salmon, regista teatrale belga (n. 1957)
- 1999 - Ernst van Altena, poeta e scrittore olandese (n. 1933)
- 1999 - Fausto Papetti, sassofonista italiano (n. 1923)
- 1999 - Luigi de Nardis, critico letterario, filologo e francesista italiano (n. 1928)
- 2000 - Heinrich Fichtenau, storico e diplomatista austriaco (n. 1912)
- 2000 - Paul Young, cantante e compositore britannico (n. 1947)

## XXI secolo(118)
- 2001 - Henri Alekan, direttore della fotografia francese (n. 1909)
- 2002 - Said Belqola, arbitro di calcio marocchino (n. 1956)
- 2002 - Big Mello, rapper statunitense (n. 1968)
- 2002 - Choi Hong-hi, artista marziale sudcoreano (n. 1918)
- 2002 - Salvatore D'Elia, latinista e storico italiano (n. 1928)
- 2003 - Hume Cronyn, attore statunitense (n. 1911)
- 2003 - Federico De Florian, fondista italiano (n. 1921)
- 2003 - Albert Demuyser, pittore belga (n. 1920)
- 2003 - Franco Folli, attore italiano (n. 1924)
- 2003 - Alberto Pigaiani, sollevatore italiano (n. 1928)
- 2003 - Giacinto Spagnoletti, storico della letteratura, poeta e romanziere italiano (n. 1920)
- 2003 - Philip Stone, attore inglese (n. 1924)
- 2004 - Orfeo Bellesini, calciatore italiano (n. 1920)
- 2004 - Maurits Sabbe, presbitero e teologo belga (n. 1924)
- 2004 - Jack Spencer, cestista e allenatore di pallacanestro statunitense (n. 1923)
- 2004 - Rolf Wüthrich, calciatore svizzero (n. 1938)
- 2005 - Pietro Alò, politico italiano (n. 1947)
- 2005 - Amador Cortés García, calciatore spagnolo (n. 1937)
- 2005 - Suzanne Flon, attrice francese (n. 1918)
- 2005 - Alessio Galletti, ciclista su strada italiano (n. 1968)
- 2005 - Valeria Moriconi, attrice e doppiatrice italiana (n. 1931)
- 2006 - Betty Curtis, cantante italiana (n. 1936)
- 2006 - Guillaume Driessens, ciclista su strada e dirigente sportivo belga (n. 1912)
- 2006 - Tina Zuccoli, insegnante, viaggiatrice e fotografa italiana (n. 1928)
- 2006 - Max Turilli, attore e doppiatore italiano (n. 1928)
- 2006 - Frank Willett, storico dell'arte, archeologo e africanista britannico (n. 1925)
- 2007 - Giuseppe Alberigo, storico italiano (n. 1926)
- 2007 - Paolo Carbone, giornalista e conduttore radiofonico italiano (n. 1938)
- 2007 - Hugo Corro, pugile argentino (n. 1953)
- 2007 - Kees Krijgh, calciatore olandese (n. 1921)
- 2007 - Angelo Panara, allenatore di calcio e calciatore italiano (n. 1937)
- 2007 - Antonio Roversi, sociologo italiano (n. 1950)
- 2007 - Sensational Sherri, wrestler statunitense (n. 1958)
- 2008 - Franz Fliri, climatologo e geografo austriaco (n. 1918)
- 2008 - Jerry Fowler, cestista statunitense (n. 1927)
- 2008 - Ken Murray, cestista e allenatore di pallacanestro statunitense (n. 1928)
- 2008 - Stan Winston, truccatore e effettista statunitense (n. 1946)
- 2009 - Dave Brown, allenatore di pallacanestro statunitense (n. 1933)
- 2009 - Allan King, regista canadese (n. 1930)
- 2010 - Luciano Berti, storico dell'arte italiano (n. 1922)
- 2010 - Bekim Fehmiu, attore jugoslavo (n. 1936)
- 2010 - Charles Hickcox, nuotatore statunitense (n. 1947)
- 2010 - Jurij Illjenko, regista e sceneggiatore sovietico (n. 1936)
- 2010 - Günter Imhof, calciatore tedesco orientale (n. 1934)
- 2010 - Heidi Kabel, attrice tedesca (n. 1914)
- 2011 - Bruno Alfier, calciatore italiano (n. 1927)
- 2011 - Serafim Baptista, calciatore portoghese (n. 1925)
- 2011 - Marshall Rogers, cestista statunitense (n. 1953)
- 2012 - Anouar Abdel-Malek, storico e sociologo egiziano (n. 1924)
- 2012 - Günther Domenig, architetto austriaco (n. 1934)
- 2012 - George Kerr, velocista e mezzofondista giamaicano (n. 1937)
- 2012 - Barry MacKay, tennista e telecronista sportivo statunitense (n. 1935)
- 2012 - Cesare Pozzo, politico italiano (n. 1926)
- 2012 - Georg Rosbigalle, calciatore tedesco orientale (n. 1926)
- 2012 - Simon Tortell, calciatore maltese (n. 1959)
- 2012 - Riccardo Vantellini, pianista, direttore d'orchestra e compositore italiano (n. 1925)
- 2013 - Heinz Flohe, calciatore tedesco occidentale (n. 1948)
- 2013 - Dante Gianoni, cestista cileno (n. 1931)
- 2013 - José Froilán González, pilota automobilistico argentino (n. 1922)
- 2013 - Roger LaVern, musicista britannico (n. 1938)
- 2013 - Antonio Lattarulo, funzionario italiano (n. 1925)
- 2013 - Evaristo Márquez, attore colombiano (n. 1939)
- 2013 - Dennis O'Rourke, regista australiano (n. 1945)
- 2013 - Kenneth Geddes Wilson, fisico statunitense (n. 1936)
- 2014 - Jacques Bergerac, attore francese (n. 1927)
- 2014 - György Bokor, cestista ungherese (n. 1928)
- 2014 - Rino Bulbarelli, giornalista italiano (n. 1931)
- 2014 - Enrico Castelnuovo, storico dell'arte italiano (n. 1929)
- 2014 - Giancarlo Danova, allenatore di calcio e calciatore italiano (n. 1938)
- 2014 - Casey Kasem, conduttore radiofonico, doppiatore e attore statunitense (n. 1932)
- 2014 - Daniel Keyes, autore di fantascienza statunitense (n. 1927)
- 2014 - Nick Nostro, regista italiano (n. 1931)
- 2015 - Francesco Contrafatto, pittore, scultore e scenografo italiano (n. 1928)
- 2015 - Wilfried David, ciclista su strada belga (n. 1946)
- 2015 - Francesco Di Nicola, politico italiano (n. 1923)
- 2015 - Žanna Friske, cantante e attrice russa (n. 1974)
- 2015 - Kirk Kerkorian, aviatore e imprenditore statunitense (n. 1917)
- 2015 - Maria Luisa Stringa, storica della filosofia italiana (n. 1928)
- 2016 - Nicholas Clinch, alpinista statunitense (n. 1930)
- 2016 - Corrado Marucci, gesuita, biblista e teologo italiano (n. 1940)
- 2016 - Gilberto Melendez, wrestler portoricano (n. 1933)
- 2016 - Yumi Shirakawa, attrice giapponese (n. 1936)
- 2016 - Giuseppe Spagnulo, scultore italiano (n. 1936)
- 2016 - Lois Duncan, scrittrice statunitense (n. 1934)
- 2017 - Aleksej Vladimirovič Batalov, attore russo (n. 1928)
- 2017 - Jim Powell, cestista statunitense (n. 1933)
- 2017 - Danny Schock, hockeista su ghiaccio canadese (n. 1948)
- 2018 - Nick Knox, batterista statunitense (n. 1958)
- 2018 - Matt Murphy, chitarrista statunitense (n. 1929)
- 2019 - Rinaldo Camaioni, triplista e dirigente d'azienda italiano (n. 1940)
- 2019 - Franco Zeffirelli, regista, sceneggiatore e scenografo italiano (n. 1923)
- 2020 - Giulio Giorello, filosofo, storico della scienza e matematico italiano (n. 1945)
- 2020 - Mário José dos Reis Emiliano, allenatore di calcio e calciatore brasiliano (n. 1954)
- 2021 - Aleksandr Aver'janov, calciatore e allenatore di calcio sovietico (n. 1947)
- 2021 - Silvio De Florentiis, maratoneta italiano (n. 1935)
- 2021 - Paul Alois Lakra, vescovo cattolico indiano (n. 1955)
- 2021 - Jim Phelan, cestista e allenatore di pallacanestro statunitense (n. 1929)
- 2021 - Vladimir Aleksandrovič Šatalov, cosmonauta sovietico (n. 1927)
- 2022 - Borut Bassin, cestista jugoslavo (n. 1944)
- 2022 - Cho Min-ho, hockeista su ghiaccio sudcoreano (n. 1987)
- 2022 - Emiliano Giancristofaro, etnologo e saggista italiano (n. 1938)
- 2022 - Jan Klijnjan, calciatore olandese (n. 1945)
- 2022 - Philippe Nozières, fisico francese (n. 1932)
- 2023 - Glenda Jackson, attrice e politica britannica (n. 1936)
- 2023 - Michele Jamiolkowski, ingegnere e geologo polacco (n. 1932)
- 2023 - Antonio Jiménez Quiles, ciclista su strada spagnolo (n. 1934)
- 2023 - Gordon McQueen, calciatore e allenatore di calcio scozzese (n. 1952)
- 2023 - Luiz Schiavon, cantante, musicista e compositore brasiliano (n. 1958)
- 2024 - Kevin Campbell, calciatore inglese (n. 1970)
- 2024 - Maria Clelia Cardona, poetessa, scrittrice e traduttrice italiana (n. 1940)
- 2024 - Frank D'Arcy, calciatore inglese (n. 1946)
- 2024 - Vincent Mauro, arbitro di calcio italiano (n. 1943)
- 2024 - Matija Šarkić, calciatore montenegrino (n. 1997)
- 2024 - Rinaldo Smordoni, attore italiano (n. 1933)
- 2025 - Emerenzio Barbieri, politico italiano (n. 1946)
- 2025 - Juan Calzadilla, poeta, pittore e critico d'arte venezuelano (n. 1930)
- 2025 - William Langewiesche, giornalista, saggista e antropologo statunitense (n. 1955)
- 2025 - Maria Trabucco, mezzosoprano e contralto italiano (n. 1949)